# Ceraeochrysa arioles
Ceraeochrysa arioles är en insektsart som först beskrevs av Banks 1944.  Ceraeochrysa arioles ingår i släktet Ceraeochrysa och familjen guldögonsländor. Inga underarter finns listade i Catalogue of Life.